# Régiment Royal-Pologne cavalerie
Pour les articles homonymes, voir régiment de Gournay, régiment de Brissac, régiment Royal-Pologne et régiment de Berry.
Le régiment Royal-Pologne cavalerie est un régiment de cavalerie du royaume de France créé en 1672.

## Création et différentes dénominations
- 15 mars 1672 : création du régiment de Saint-Ruth cavalerie.
- 24 mars 1674 : renommé régiment de Saint-Germain-Beaupré cavalerie.
- 14 mars 1692 : renommé régiment de Gournay cavalerie.
- 10 février 1694 : renommé régiment de Cossé cavalerie.
- 1698 : renommé régiment de Brissac cavalerie.
- 30 mai 1704 : renommé régiment de Magnières cavalerie.
- 1710 : renommé régiment de Monteils cavalerie.
- septembre 1725 : renommé régiment de Stanislas-Roi cavalerie.
- 30 mars 1737 : renommé régiment Royal-Pologne cavalerie.
- 1er décembre 1761 : renforcé par incorporation du régiment de Marcieu cavalerie[1].
- 1er janvier 1791 : renommé 5e régiment de cavalerie.
- 24 septembre 1803 : transformé en cuirassiers, le 5e régiment de cuirassiers.
- 1814 (Restauration) : renommé régiment de cuirassiers de Berry.
- 1815 (Cent-Jours) : renommé 5e régiment de cuirassiers.
- 1815 : dissolution.

## Équipement

### Étendards
6 étendards « de ſoye aurore, Soleil d’or au milieu, ſemez de fleurs de lys brodées en or, & frangez d’or ».

6 étendards « de ſoye bleue, Soleil deviſe du Roi en or au milieu, ſemez de fleurs de lys brodées en or, & frangez d’or ».

Étendards
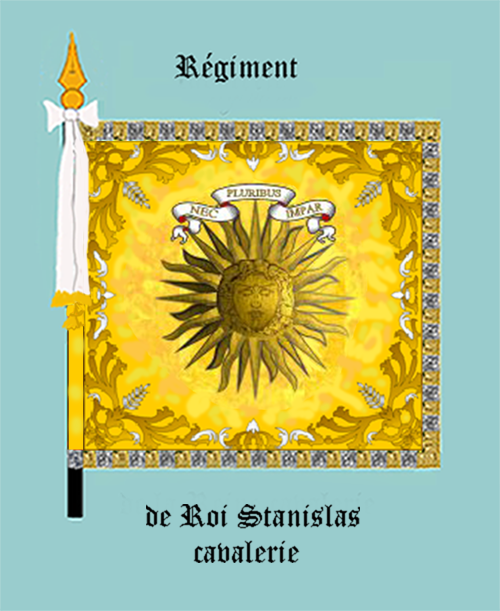
régiment de Stanislas-Roi cavalerie, avers
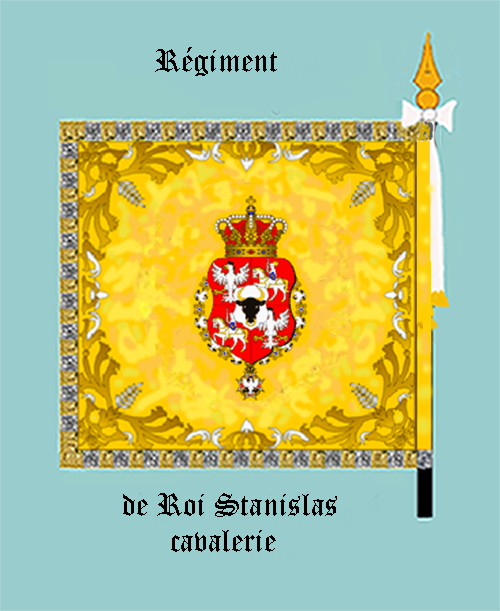
régiment de Stanislas-Roi cavalerie, revers
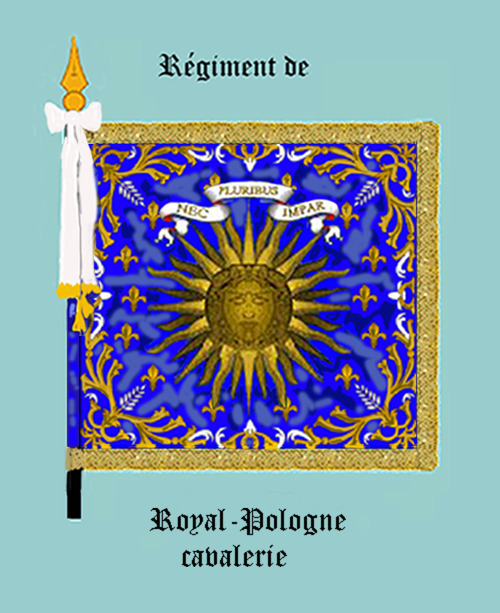
étendard du régiment Royal-Pologne vers 1750, avers
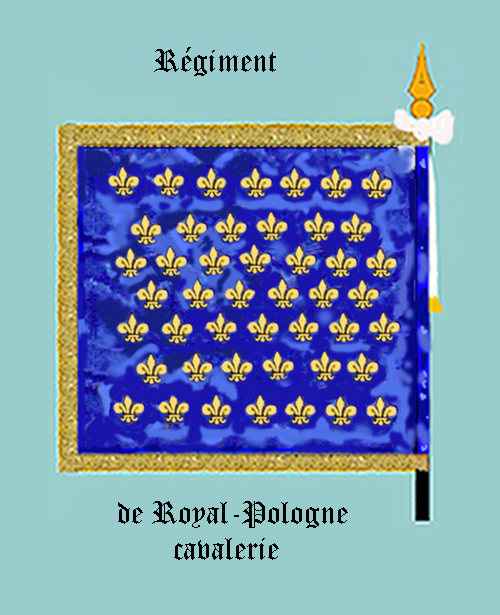
étendard du régiment Royal-Pologne, revers

### Habillement

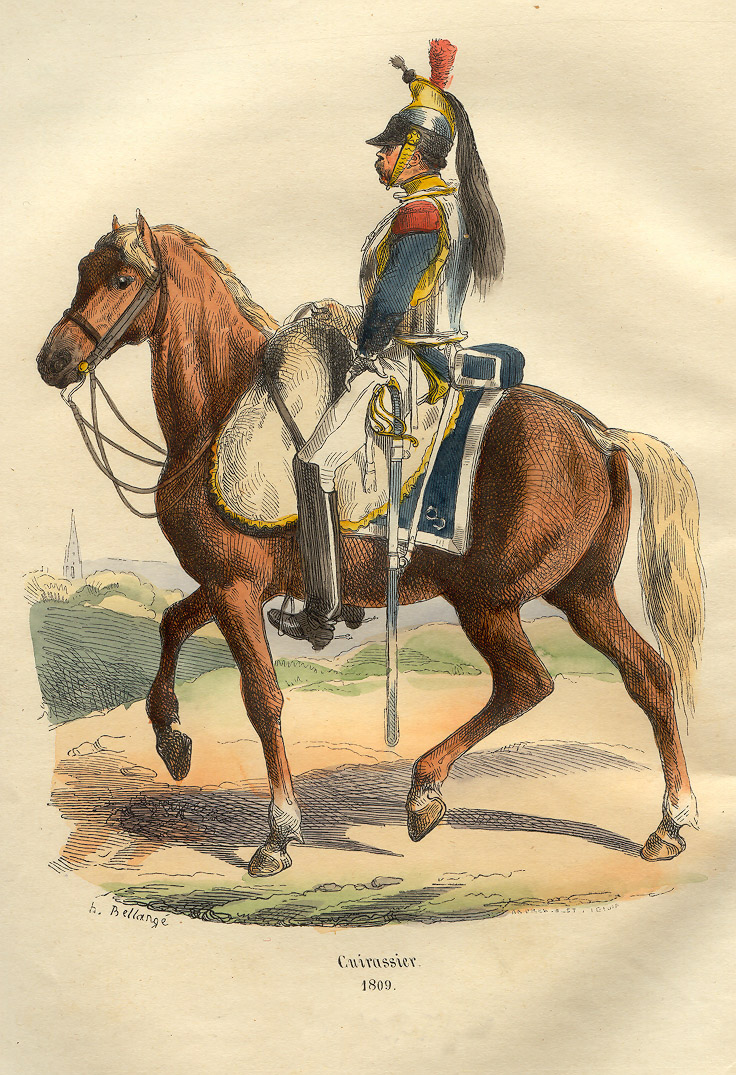
Cuirassier en 1809, gravure de Hippolyte Bellangé illustrant lHistoire de Napoléon de Paul Mathieu Laurent, 1843.

Uniformes
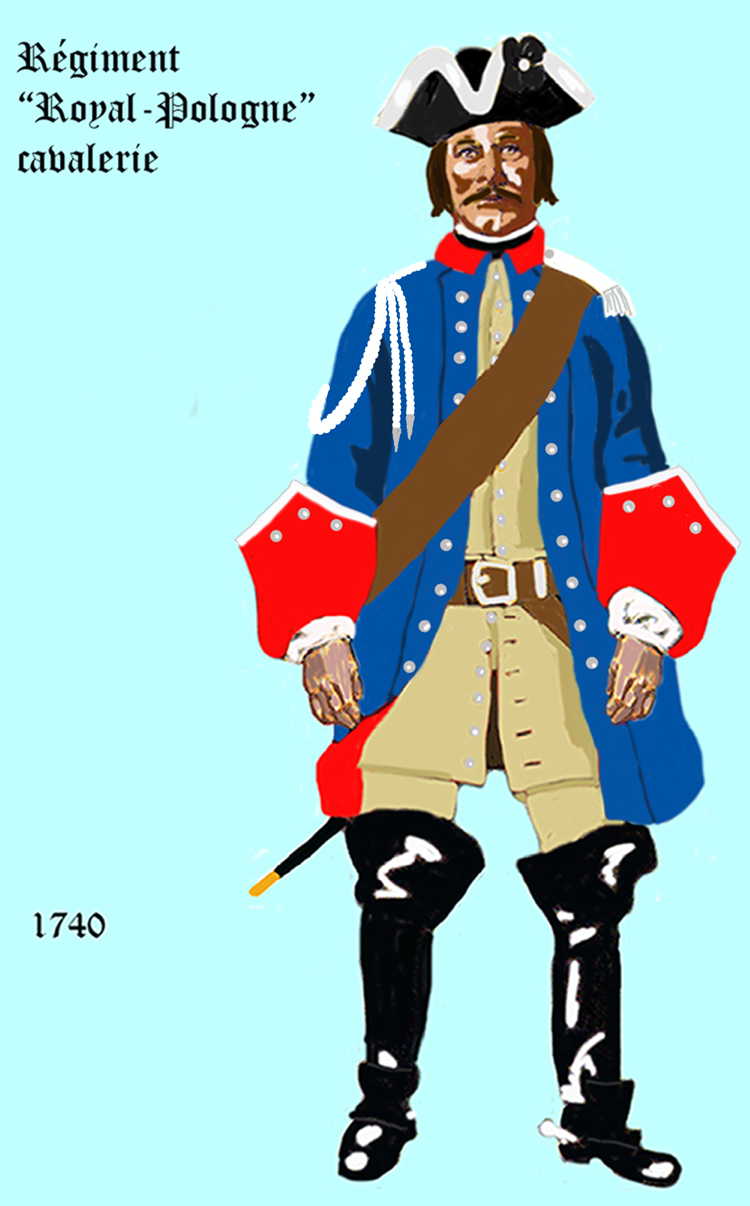
régiment Royal-Pologne cavalerie de 1740 à 1757
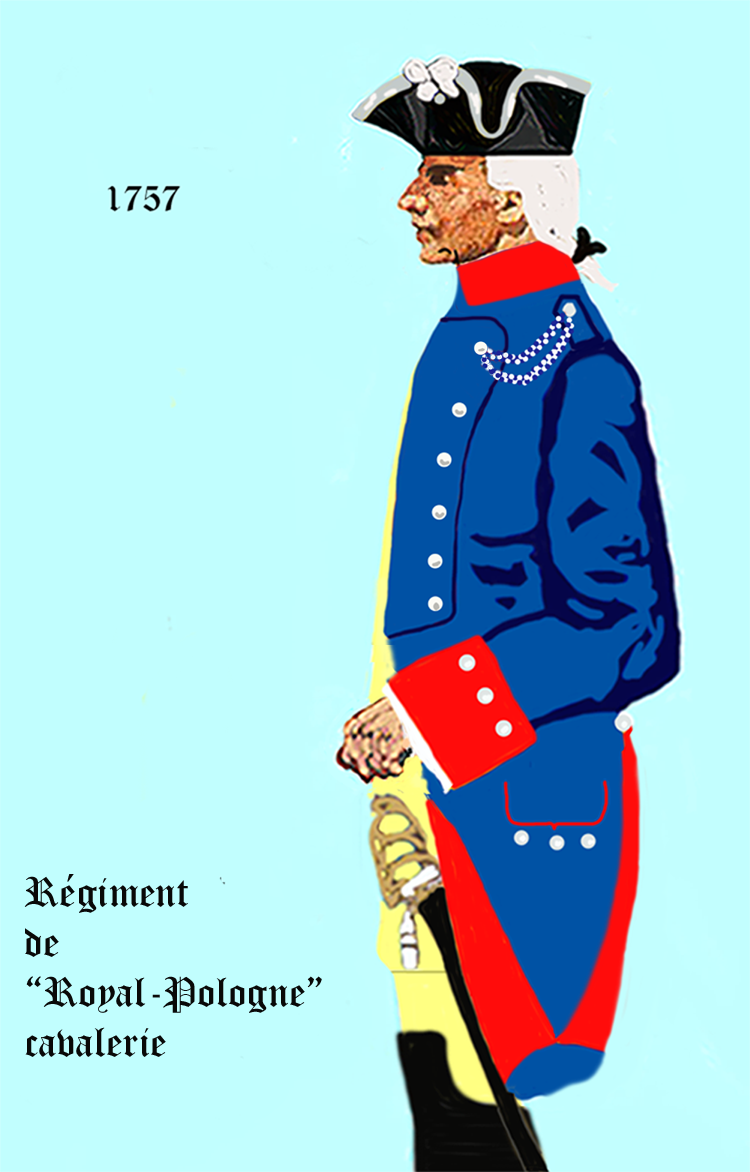
régiment Royal-Pologne cavalerie de 1757 à 1762
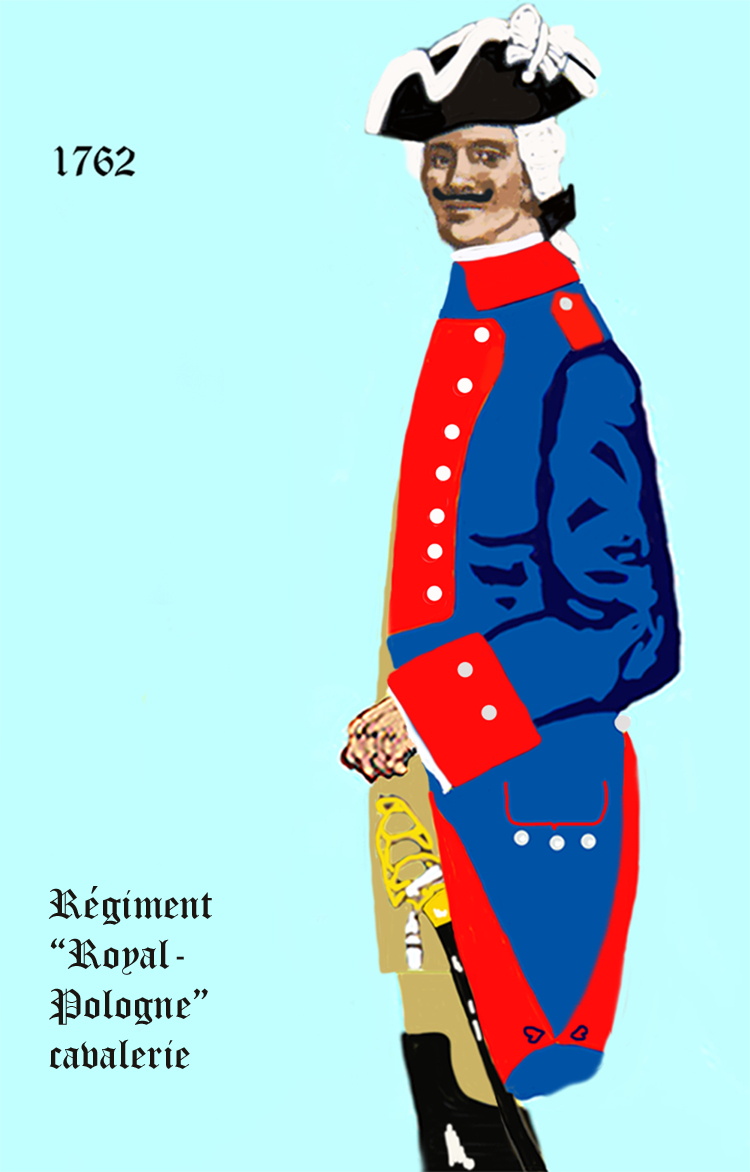
régiment Royal-Pologne cavalerie de 1762 à 1767
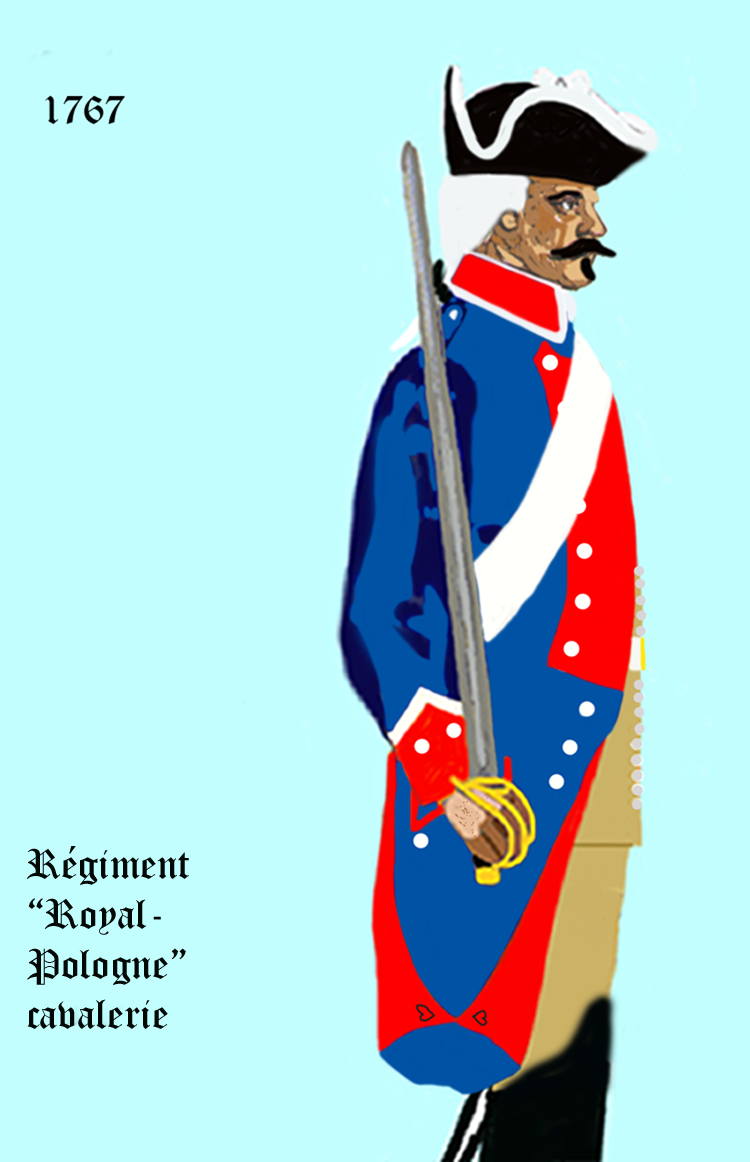
régiment Royal-Pologne cavalerie de 1767 à 1776

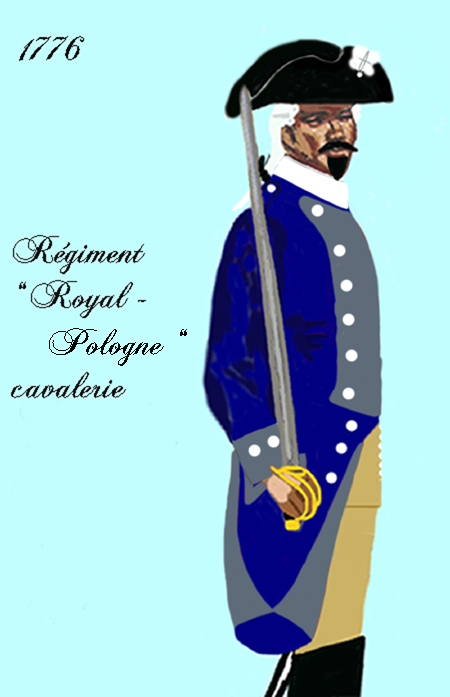
régiment Royal-Pologne cavalerie de 1776 à 1786
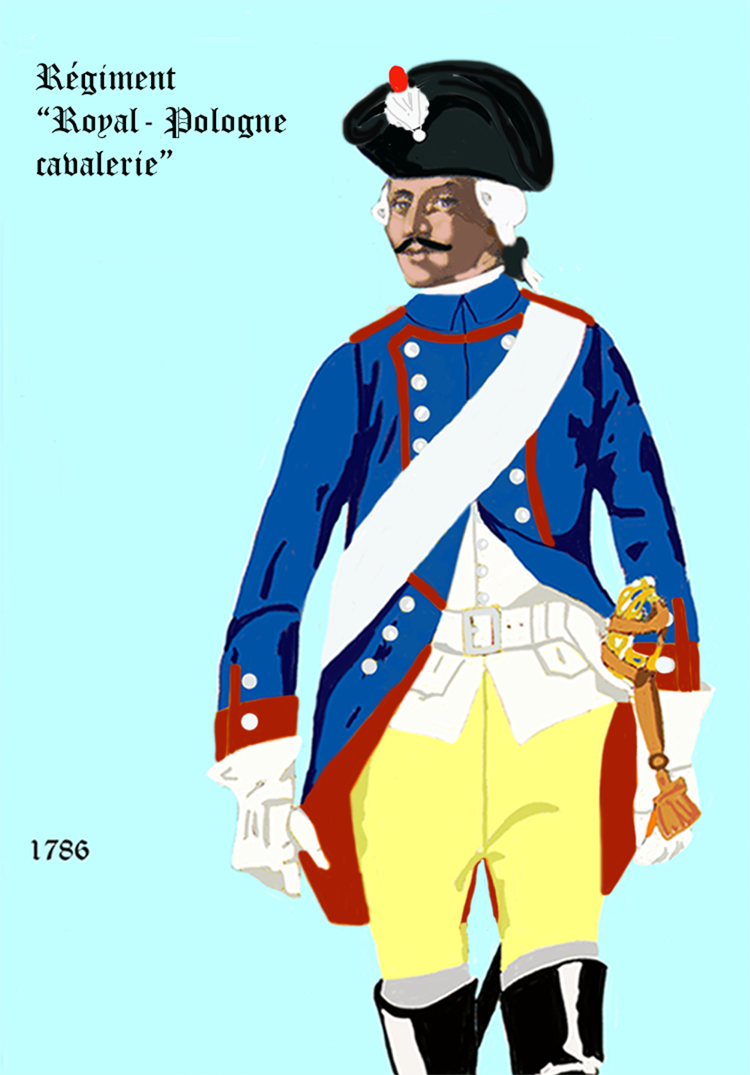
régiment Royal-Pologne cavalerie de 1786 à 1791
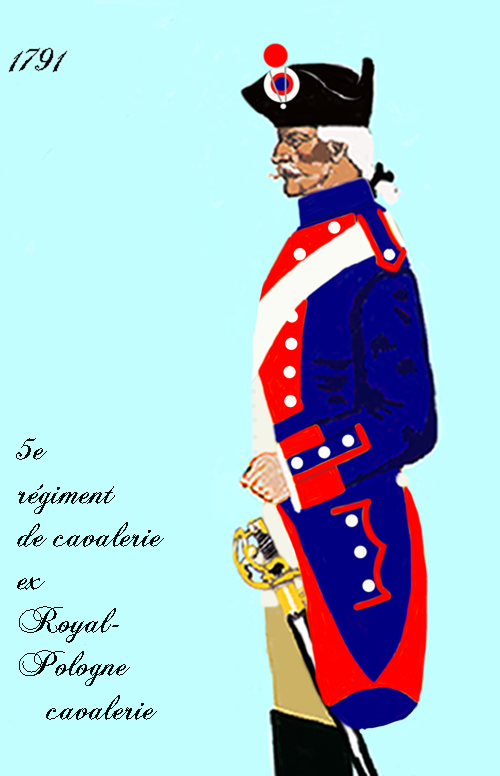
5e régiment de cavalerie à partir de 1791

## Historique

### Mestres de camp et colonels
- 15 mars 1672 : Charles Chalmont de Saint-Ruth, brigadier le 25 février 1677, maréchal de camp le 29 juillet 1683, lieutenant général le 24 août 1688, mort le 22 juillet 1691.
- 24 mars 1674 : Louis Foucauld, marquis de Saint-Germain-Beaupré.
- 14 mars 1692 : Jean Christophe, comte de Gournay.
- 10 février 1694 : N. de Brissac, comte de Cossé puis duc de Brissac.
- 30 mai 1704 : N. de Magnières.
- 21 mars 1710 : N., marquis de Monteil, gentilhomme de Montauban.
- 24 décembre 1725 : N., chevalier de Wiltz.
- 5 avril 1738 : N. de La Trémouille, prince de Talmont, duc de Châtellerault.
- 1744 : N., comte de Mérinville.
- 1746 : N., comte de Béthune.
- 19 mars 1760 : Louis-Alexandre-Céleste d'Aumont, duc de Villequier.
- 3 janvier 1770 : Louis Marie de Mailly, marquis de Mailly.
- 19 novembre 1782 : Louis Marie d'Estournel, marquis d'Estourmel.
- 1er janvier 1784 : Henri Louis Auguste, marquis de La Rochejaquelein.
- 21 septembre 1788 : Armand-Désiré de Vignerot du Plessis, duc d'Aiguillon, mort le 4 mai 1800.
- 23 novembre 1791 : Joachim Joseph Levasseur de Neuilly.
- 5 février 1792 : Charles Louis de Menou du Mée.
- 27 juillet 1793 : Jean Jacques Darnac.
- 17 novembre 1793 : Pierre Antoine Misson.
- 30 décembre 1802 : Jean-Baptiste Noirot.
- 31 décembre 1806 : Jean Charles Quinette.
- 7 septembre 1811 : Philippe Christophe de Lamotte-Guéry.
- 9 septembre 1814 : Armand Louis, baron.

### Campagnes et batailles
C'est par ordonnance du 1er mai 1653 que le Régiment de cavalerie étrangère, commandé par le duc de Navailles, devient français. Il est placé sous les ordres du comte de Nogent dont il prend le nom.
Nogent cavalerie
Les cavaliers sont armés d'un sabre, d'un mousqueton et d'une paire de pistolets glissés dans les fontes de leur selle. Leur uniforme est gris à parements rouges. Ils portent une cuirasse, remplacée plus tard par un plastron sous l'habit, leur coiffure est un chapeau galonné d'argent.
En 1658, le régiment prend part à la bataille des Dunes remportée par Turenne. De 1672 à 1678, il se bat en Hollande, en Allemagne puis en Flandre. En 1684 il participe à la conquête du Palatinat et en 1689 à la guerre des Ligues d'Augsbourg. Il charge à Steinkerque en Belgique et à Neerwinden en Flandres. Durant la guerre de Succession d'Espagne, de 1701 à 1712, il guerroie sur les bords du Rhin, en Italie et contribue enfin à la grande victoire de Denain. Sept ans plus tard, il se distingue aux sièges de Saint Sébastien et de Fontarrabie en Espagne.
- Guerre de Succession d'Espagne

15 novembre 1703 : bataille de Spire
Stanislas roi
En 1725, Louis XV rachète le régiment appartenant au marquis de Monteils. Après son mariage, il le donne à son beau-père Stanislas, ex-roi de Pologne et c'est sous le nom de Stanislas roi que le régiment fait la campagne de 1733 à 1735.
Une ordonnance du 30 mars 1737 donne le nom de Royal Pologne au régiment et le roi de France en redevient propriétaire.
Les cuirassiers prennent l'habit bleu, distinction des régiments royaux, d'une forme dite à la polonaise : petit collet, parements rouges, galons et boutons blancs, modifié plusieurs fois avant la Révolution. Un plastron de cuirasse se portait en grande tenue et en tenue de campagne. Le chapeau en feutre à trois cornes était coiffé d'une calotte de fer destinée à parer les coups de sabre.
De 1741 à 1748, le régiment participe à la guerre de succession d'Autriche et d'Allemagne. Il s'illustre à la bataille de Dettingen, puis en Belgique. Pendant la guerre de 7 ans (1756-1763), il contribue a la victoire de Raucoux.
Cette période verra apparaître les étendards bleu clair avec au centre le soleil et la devise du roi : « Nec pluribus impar ».
Le champ est semé de fleurs de lys d'or, la frange est d'or et la cravate blanche portée seulement en campagne.
En 1779, la cavalerie reçoit l'habit à la française. Celui du régiment est bleu à parements et doublure cramoisie, boutons blancs, culotte de peau. La tenue des officiers ne se distingue par aucun insigne de grade jusqu'en 1763. À partir de cette date, le grade est indiqué par une épaulette portée à gauche. Le mestre de camp seul a deux épaulettes. Les lieutenants et les sous-lieutenants portent une épaulette d'argent mêlée de soie rouge. Les trompettes portent la livrée du roi.
- 1760 : bataille de Corbach.

5e régiment de cavalerie
Le 5e régiment de cavalerie a fait les campagnes de 1792 et 1793 à l'armée des Alpes ; 1794 à l'armée d'Italie.
Campagnes des ans IV et V à l'armée des Alpes ; an VI aux armées des Alpes et d'Italie ; an VII aux armées d'Italie et de Naples ; an VIII et IX aux armées de réserve et d'Italie.

5e régiment de cuirassiers
Campagnes de l’an XIV au corps de réserve de cavalerie de la Grande Armée ; de 1806 à 1808 au 4e corps de réserve de cavalerie ; 1809 au 3e corps de l'armée d'Allemagne ; 1810 à la 2e division de réserve de l'armée d'Allemagne ; 1812 au corps d'observation de l'Elbe ; 1813 au 2e corps de cavalerie de réserve de la Grande Armée ; 1814 au 1er corps de cavalerie ; 1815 à la 1re division de réserve de cavalerie.

### Quartiers
- 1735 : Marsal.
- Mirecourt[2].